# 五城目町
五城目町（日语：／ Gojōme machi */?）是位於日本秋田縣中部的町，隸屬於南秋田郡。馬場目川流經城鎮中心並往東流，當地人口則集中在秋田縣道15號的周邊地區。五城目町因地處秋田縣北部和中部的中間地帶，因此自古以來便作為八郎潟東邊的貨物集散地而繁榮。而當地居民在對外通勤與就學上多依賴秋田市和西南邊的潟上市。町内的中心地區坐落著擁有500多年歷史的五城目朝市。

## 地理
五城目町内約83.7%的面積被森林覆蓋，8.9%的土地為農業用地。轄區北部坐落著海拔209.8公尺的湯之越山，其周圍分佈著數座溫泉。東部分別為赤倉山和藥師山的山地，東南端則坐落著海拔1037尺的馬場目岳。而馬場目岳周邊的地區位於太平山縣立自然公園的範圍內。發源自馬場目岳的馬場目川流經城鎮中心，並在東邊注入八郎潟的調整池。富津内川、内川川等河也流經町内。

### 氣候
五城目町屬於日本海側氣候。根據統計，1991年至2020年當地的年均溫為11.2℃，年均降雨量則為1665毫米。當地6月至7月的梅雨季節多為陰天，但夏季的日照時數比同時期鄰近太平洋的沿海地區還多。而降雨則主要集中在7月。

## 歷史
五城目町自古時便有人類居住，境內曾發掘出屬於繩紋時代的中山遺跡。而屬於奈良時代後期的石崎遺跡則被認為是日本朝廷在出羽國設置的行政機構。平安時代中期編撰的《和名類聚抄》中曾記載出羽國内最北端的村莊「率浦鄉」，而率浦鄉被認爲位於現今的五城目町附近。安土桃山時代末期，五城目地區作為連接出羽國北部和中央地帶的街道要衝而開始發展，並且作為生活必需品的貨物流通據點而繁榮。當時製造家具、刀具（打刃物）、釀酒等相關產業集中在當地的商店街，並因此在八郎潟東邊形成商工業聚集的市場。
昭和30年（1955年）3月31日，五城目町和馬場目村、富津内村、内川村與大川村合併。昭和33年（1958年），面潟村的部分地區併入，形成現今的五城目町。平成大合併時當地選擇維持獨立。
昭和58年（1983年）的日本海中部地震在五城目町引發震度5的地震，並造成5棟住宅半毀和42棟非住宅建築半毀。2011年3月11日的日本東北地方太平洋近海地震則在當地引發震度5弱的地震，並在當時造成長時間的停電。

## 行政
現任町長荒川滋於2025年2月在選舉中成功當選，其任期將持續至2029年2月。

## 經濟
根據日本2015年的國勢調查統計，五城目町的就業人口中有12.4%從事第一級產業，26.2%的就業人口從事第二級產業，其餘的61.3%則從事第三級產業。當地的農業以種植稻米為主。由於五城目町内擁有五城目早市、菊地家住宅等景點，因此吸引許多遊客前來。根據統計，2019年五城目町共有15.9萬名遊客到訪。

## 教育
五城目町内共有1所小學校、1所中學校和1所高等學校（秋田縣立五城目高等學校）。根據2023年4月的統計，當地共有250名小學生、131名中學生和108名高等學校的學生。

## 交通
國道285號以東西向穿越五城目町的北部地區，秋田自動車道則通過西部地區，並在城鎮中心西北邊設置五城目八郎潟交流道。鐵路方面，東日本旅客鐵道的奧羽本線通過境內，但沒有在町内設置車站。距離五城目町最近的車站是位於八郎潟町的八郎潟站。

## 姐妹城市
五城目町與以下日本行政區為友好姐妹城市:
| 市區町村 | 都道府縣 | 締結日期       |
| -------- | -------- | -------------- |
| 千代田區 | 東京都   | 1989年10月26日 |

## 外部連結
- 五城目町